# Dylan Dresdow
Dylan Dresdow también conocido como "3-D", es un mezclador de audio. Ha mezclado canciones para artistas como Prince, 
Michael Jackson, Madonna, Usher, Black Eyed Peas, Nas, Afrojack,  Talib Kweli, Britney Spears, Ice Cube, Redman, Wu-Tang Clan, Bone Thugs-n-Harmony, Xzibit, Missy Elliott, Tweet, Christina Aguilera, P!nk, The Game, Ricky Martin, Rihanna, Chris Brown,  Far East Movement, K'NAAN, Hollywood Undead, Common, y Flo Rida.
En 2008, Dylan recibió un premio Emmy por su trabajo en el video musical Yes We Can. En 2009, Dresdow ganó un Premio Grammy por su trabajo de mezcla en álbum de Black Eyed Peas The E.N.D.  En 2013, Dresdow fue incluido en el Salón de la Fama de Full Sail.